# خورخي أنطونيو
خورخي أنطونيو هو سياسي أرجنتيني، ولد في 1917 في بوينس آيرس في الأرجنتين، وتوفي بنفس المكان في 11 فبراير 2007.